# Sun Ra and his Solar Arkestra Visits Planet Earth
Sun Ra and his Solar Arkestra Visits Planet Earth è il quarto album in studio del musicista jazz statunitense Sun Ra e della sua Solar Arkestra. Registrato tra la fine del 1956 ed il 1958, l'album venne originariamente pubblicato dalla El Saturn Records nel 1966.

## Il disco
Nello stile di molte uscite Saturn, un lato del disco include materiale inciso dall'Arkestra nel 1958 circa, mentre l'altro proviene da sessioni del 1956 originariamente intese per Sound of Joy ma rimaste inedite fino al 1966. Negli anni settanta la Impulse! Records aveva messo in programma una ristampa dell'album al quale era stato anche già assegnato un numero di catalogo (AS-9288) ma la pubblicazione venne cancellata insieme a quella di altri dischi di Sun Ra. Nel 1992 l'album è stato ristampato in formato compact disc dalla Evidence per la prima volta. Le due facciate furono invertite nella ristampa Evidence, oltre che essere abbinate all'album Interstellar Low Ways.

## Tracce

### LP vinile 12"
- Tutti i brani sono opera di Sun Ra eccetto dove diversamente indicato.

Lato A
1. Planet Earth - 4:54
2. Eve - 5:35
3. Overtones of China - 4:21

Lato B
1. Reflections in Blue - 5:55
2. Two Tones (Patrick-Davis) - 3:36
3. El Viktor - 2:28
4. Saturn - 3:55

## Formazione
In Reflections In Blue, Two Tones, El Viktor & Saturn, registrate al Balkan Studio, Chicago, 1º novembre 1956;
- Sun Ra - pianoforte, Wurlitzer
- Art Hoyle - tromba
- John Avant o Julian Priester - trombone
- Pat Patrick - sax alto, sax tenore
- John Gilmore - sax tenore
- Charles Davis - sax baritono
- Victor Sproles - contrabbasso
- William Cochran - batteria
- Jim Herndon - timpani, timbales

In Planet Earth, Eve & Overtones of China registrate a fine 1957 o 1958;
- Sun Ra - pianoforte elettrico Wurlitzer, piano, percussioni
- Lucious Randolph - tromba
- Nate Pryor - trombone
- James Spaulding - sax alto
- Marshall Allen - sax alto, flauto
- John Gilmore - sax tenore, percussioni
- Pat Patrick - sax baritono, sax alto, "liuto spaziale", percussioni
- Charles Davis - sax baritono
- Ronnie Boykins - contrabbasso
- Robert Barry - batteria
- Jim Herndon - timpani